# Liste von Persönlichkeiten der Stadt Hamar
Die folgende Liste enthält Persönlichkeiten, die in der norwegischen Stadt Hamar geboren wurden sowie solche, die dort zeitweise gelebt hatten, jeweils chronologisch aufgelistet nach dem Geburtsjahr.

## In Hamar geborene Persönlichkeiten

### Bis 1800
- Henrik Adam Brockenhuus (1720–1803), dänischer Adliger

### 1801 bis 1900
- Ludvig Skramstad (1855–1912), Landschaftsmaler in der Tradition der Düsseldorfer Schule
- Katti Anker Møller (1868–1945), Frauenrechtlerin
- Ella Anker (1870–1958), Journalistin, Schriftstellerin und Spiritistin
- Georg Erdmann (1875–1966), Sportschütze und Fechter
- Halfdan Bjølgerud (1884–1970), Hochspringer
- Pauline Hall (1890–1969), Komponistin, Arrangeurin und Musikkritikerin
- Kirsten Flagstad (1895–1962), Sängerin (hochdramatischer Sopran)

### 1901 bis 1950
- Erik Waaler (1903–1997), Mediziner, ein der Entdecker des Rheumafaktors (RF)
- Sigurd Evensmo (1912–1978), Schriftsteller, Drehbuchautor und Filmhistoriker
- Kåre Walberg (1912–1988), Skispringer
- Rut Brandt (1920–2006), Ehefrau von Bundeskanzler Willy Brandt
- Odd Mæhlum (1921–2011), Speerwerfer
- Randi Bratteli (1924–2002), Journalistin und Sachbuchautorin
- Egil Danielsen (1933–2019), Leichtathlet
- Ivar Eriksen (* 1942), Eisschnellläufer
- John Erik Fornæss (* 1946), Mathematiker
- Bjørn Ianke (1948–2002), klassischer Kontrabassist
- Dag Fornæss (* 1948), Eisschnellläufer

### 1951 bis 1975
- Espen Søbye (* 1954), Philosoph, Sachbuchautor und Literaturkritiker
- Nina Søbye (* 1956), Radrennfahrerin
- Tom Martinsen (1957–2019), Opernsänger (Tenor)
- Torill Kove (* 1958), norwegisch-kanadische Animatorin
- Lars Anders Tomter (* 1959), Bratschist
- Yusuf Garaad Omar (* 1960), somalischer Journalist, Diplomat und Politiker
- Hilde Gjermundshaug Pedersen (* 1964), Skilangläuferin
- Jon Inge Kjørum (* 1965), Skispringer
- Vegard Skogheim (* 1966), Fußballspieler und -trainer
- Tore Brovold (* 1970), Sportschütze
- Ole Sigurd Simensen (* 1972), Radrennfahrer
- Helge Lien (* 1975), Jazzpianist, Komponist und Bandleader

### Ab 1976
- Anders Baasmo Christiansen (* 1976), Schauspieler
- Audun Grønvold (1976–2025), alpiner Skiläufer und Skicrosser
- Thorstein Helstad (* 1977), Fußballspieler
- Kåre Magnus Bergh (* 1978), Moderator und Künstler
- Trygve Slagsvold Vedum (* 1978), Politiker (Senterpartiet), Mitglied des Storting
- Vebjørn Berg (* 1980), Sportschütze
- Anette Trettebergstuen (* 1981), Politikerin der Arbeiderpartiet
- Even Wetten (* 1982), Eisschnellläufer
- Espen Berg (* 1983), Jazzmusiker
- Rannveig Haugen (* 1983), Handballspielerin
- Frida Ånnevik (* 1984), Musikerin
- Petter Vaagan Moen (* 1984), Fußballspieler
- Marius Holtet (* 1984), Eishockeyspieler
- Jon Kristian Fjellestad (* 1984), Kirchenmusiker und Komponist
- Lars Løkken Østli (* 1986), Eishockeyspieler
- Stig Joar Haugen (* 1990), Rapper und Sänger, siehe Stig Brenner
- Christian Krognes (* 1990), Automobilrennfahrer
- Marcus Pedersen (* 1990), Fußballspieler
- Gudmund Storlien (* 1990), Nordischer Kombinierer
- Sigurd Nymoen Søberg (* 1994), Skispringer
- Elise Skinnehaugen (* 1996), Handballspielerin
- Emil Kheri Imsgard (* 1998), Handballspieler
- Markus Solbakken (* 2000), Fußballspieler

## Persönlichkeiten mit engem Bezug zu Hamar
- Ragnhild Kaata (1873–1947), taubblinde Frau
- Sandra Droucker (1875–1944), russische Pianistin
- Engebret Skogen (1887–1968), Sportschütze
- Rolf Jacobsen (1907–1994), Lyriker und Journalist
- Thorstein Gundersen (1912–1965), Skispringer